# Гранчари
Гранчари (хорв. Grančari) — населений пункт у Хорватії, у складі громади Загреба.

## Населення
Населення за даними перепису 2011 року становило 221 осіб.
Динаміка чисельності населення поселення:

## Клімат
Середня річна температура становить 10,47 °C, середня максимальна – 24,75 °C, а середня мінімальна – -6,28 °C. Середня річна кількість опадів – 919 мм.
| Клімат поселення                              | Клімат поселення | Клімат поселення | Клімат поселення | Клімат поселення | Клімат поселення | Клімат поселення | Клімат поселення | Клімат поселення | Клімат поселення | Клімат поселення | Клімат поселення | Клімат поселення | Клімат поселення |
| Показник                                      | Січ.             | Лют.             | Бер.             | Квіт.            | Трав.            | Черв.            | Лип.             | Серп.            | Вер.             | Жовт.            | Лист.            | Груд.            |                  |
| Середній максимум, °C                         | 6,16             | 8,17             | 12,67            | 17,00            | 21,66            | 24,75            | 24,07            | 23,53            | 19,69            | 14,56            | 8,68             | 4,86             |                  |
| Середня температура, °C                       | −0,06            | 1,95             | 6,46             | 10,79            | 15,44            | 18,54            | 20,26            | 19,72            | 15,89            | 10,77            | 4,85             | 1,05             |                  |
| Середній мінімум, °C                          | −6,28            | −4,27            | 0,24             | 4,57             | 9,23             | 12,33            | 16,43            | 15,92            | 12,06            | 6,94             | 1,05             | −2,76            |                  |
| Норма опадів, мм                              | 53               | 50               | 61               | 68               | 79               | 96               | 85               | 92               | 89               | 89               | 90               | 67               |                  |
| Середньомісячна швидкість вітру, м/с          | 1.63             | 1.80             | 2.20             | 2.10             | 2.00             | 1.80             | 1.72             | 1.60             | 1.57             | 1.60             | 1.70             | 1.70             |                  |
| Середньомісячна сонячна радіація, кДж/м²·день | 4157             | 6844             | 10475            | 14953            | 19064            | 20945            | 21999            | 19047            | 14117            | 8721             | 4570             | 3376             |                  |
| --------------------------------------------- | ---------------- | ---------------- | ---------------- | ---------------- | ---------------- | ---------------- | ---------------- | ---------------- | ---------------- | ---------------- | ---------------- | ---------------- | ---------------- |
| Джерело:                                      |                  |                  |                  |                  |                  |                  |                  |                  |                  |                  |                  |                  |                  |